# Киршнер, Роберт
Роберт Киршнер (Robert P. Kirshner, род. 15 августа 1949, Лонг Бранч, Нью-Джерси) — американский астроном, космолог и исследователь сверхновых. Профессор Гарвардского университета, член НАН США и Американского философского общества. Лауреат премии Вольфа (2015).

## Биография
Окончил magna cum laude Гарвард-колледж по астрономии (1970). Степень доктора философии по астрономии получил в Калифорнийском технологическом институте в 1975 году. В 1974—1976 годах постдок в Национальной обсерватории Китт-Пик. На протяжении девяти лет преподавал в Мичиганском университете: с 1976 года ассистент-профессор, с 1979 года ассоциированный профессор, в 1981—1985 годах профессор и глава по астрономии. В 1985 году перешёл на кафедру астрономии Гарварда, где с того времени и поныне является профессором астрономии, заведовал кафедрой астрономии в 1990—1997 годах, в 1997—2003 годах возглавлял подразделение по оптике и ИК Гарвард-Смитсоновского центра астрофизики. В 2002—2007 годах возглавлял один из гарвардских колледжей — Quincy House (Harvard College).
В 1997—1998, 2006—2007 и 2011—2012 гг. г. н. с. Kavli Institute for Theoretical Physics.
Ныне эмерит-профессор Гарварда и также (с 2015) является главным руководителем научных программ Gordon and Betty Moore Foundation.
В 2004—2006 гг. президент Американского астрономического общества.
Фелло Американского физического общества и Американской ассоциации содействия развитию науки.
Его ученики Брайан Шмидт и Адам Рисс удостоились Нобелевской премии по физике 2011 года (совместно с Солом Перлмуттером) «за открытие ускоренного расширения Вселенной посредством наблюдения дальних сверхновых».
Член НАН США (1998), Американского философского общества (2005), Американской академии искусств и наук (1992).
Автор более 250 рецензированных публикаций в астрономических журналах и книги «The Extravagant Universe: Exploding Stars, Dark Energy, and the Accelerating Cosmos» (Princeton University Press, 2002).

## Награды
- Caltech Distinguished Alumni Award (2004)
- Премия Грубера по космологии (2007, в составе High-Z Supernova Search Team[англ.])[4]
- Почётный доктор Чикагского университета (2010)
- Премия Дэнни Хайнемана в области астрофизики Американского института физики (2011)
- Стипендия Гуггенхайма (2012)
- Медаль Джеймса Крейга Уотсона Национальной АН США (2014)[5]
- Премия по фундаментальной физике (2015, в составе High-Z Supernova Search Team)[6]
- Премия Вольфа по физике (2015, совместно с Джеймсом Бьёркеном)